# Robert Sherard

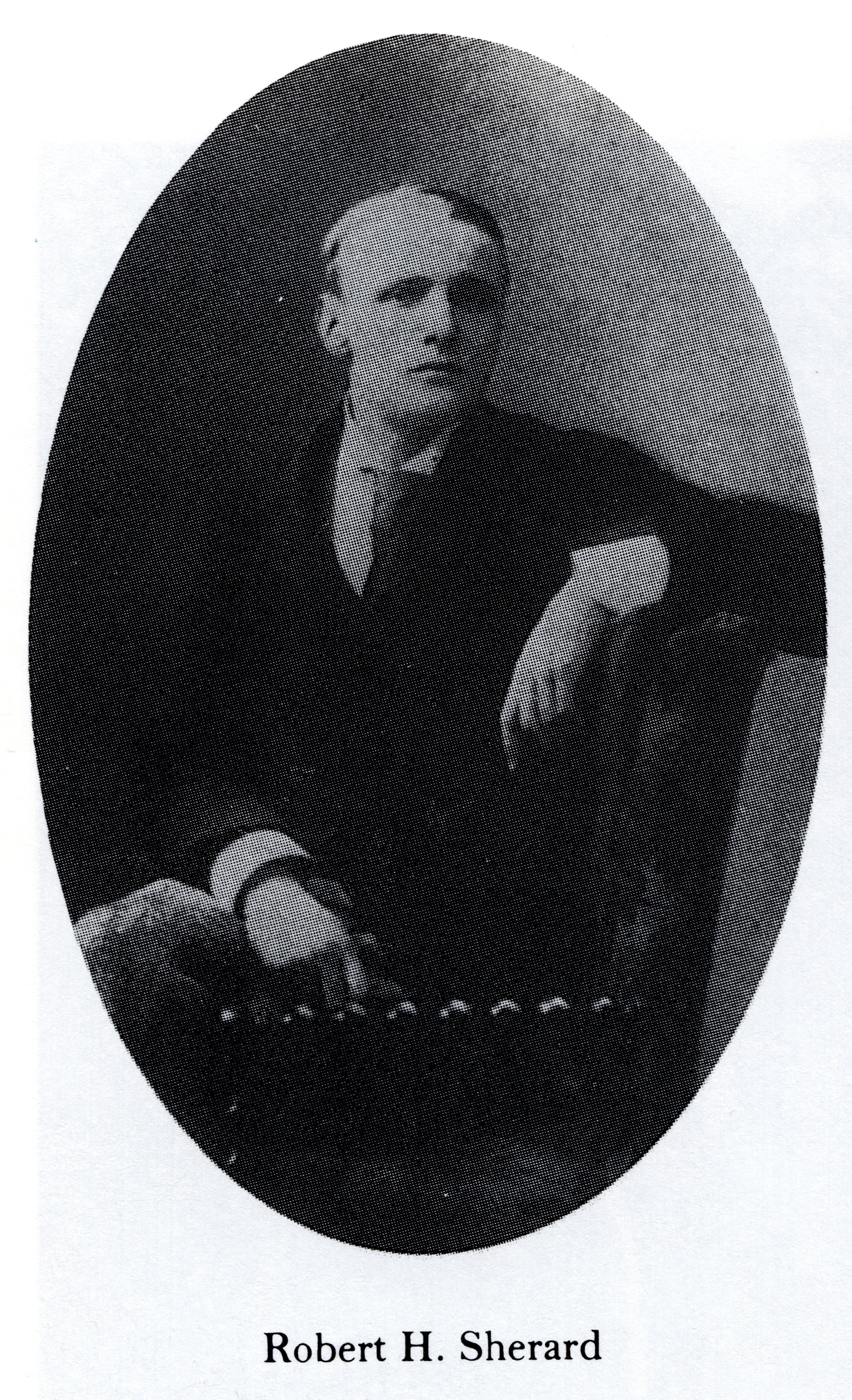
Robert H. Sherard

Robert Harborough Sherard (3 de dezembro de 1861 - 30 de janeiro de 1943) foi um escritor e jornalista inglês. Era amigo e foi o primeiro biógrafo de Oscar Wilde.

## Vida
Nascido em 3 de dezembro de 1861 em Putney, Londres, Inglaterra, Sherard foi batizado com o nome de Robert Harborough Sherard Kennedy e era filho do reverendo Bennet Sherard Calcraft Kennedy, um filho ilegítimo do 6º conde de Harborough com a atriz Emma Love. A sua mãe chamava-se Jane Stanley Wordsworth, neta do poeta William Wordsworth . No final de 1882, Sherrard abandonou o apelido Kennedy, do pai, quando se mudou para Paris, depois de uma forte desavença com o progenitor, que lhe fez perder a herança familiar.
Sherard estudo no Elizabeth College, Guernsey, na Universidade de Oxford e na Universidade de Bonn.
Robert Sherard casou-se três vezes: em 1887, com Marthe Lipska, filha do Barão de Stern, em 1908, com Irene Osgood, e em 1928, com Alice Muriel Fiddian.
Os artigos que escreveu sobre os impactos da imigração na Inglaterra foram descritos como xenófobos e anti-semitas. Embora fosse um "observador anti-semita dos 'problemas sociais'" negou sempre qualquer motivação associada a ódio aos judeus . Morreu em Ealing (Londres), em janeiro de 1943 aos 81 anos.

## Obra

### Biografias
- Émile Zola: A Biographical and Critical Study. London: Chatto & Windus, 1893.
- Alphonse Daudet: a biographical and critical study (1894)
- My First Voyage, My First Lie (1901) in collaboration with Alphonse Daudet[6]
- Oscar Wilde: The Story of an Unhappy Friendship. The Hermes Press, 1902.
- The Life of Oscar Wilde. London: T. Werner Laurie, 1906.
- The Real Oscar Wilde: To be used as a Supplement to, and in Illustration of "The Life of Oscar Wilde". London: T. Werner Laurie, 1917.
- The Life and Evil Fate of Guy de Maupassant (1926)
- Oscar Wilde Twice Defended from André Gide's Wicked Lies and Frank Harris's Cruel Libels; to Which Is Added a Reply to George Bernard Shaw, a Refutation of Dr G.J. Renier's Statements, a Letter to the Author from Lord Alfred Douglas and an Interview with Bernard Shaw by Hugh Kingsmill. Chicago: Argus Book Shop, 1934.

Bernard Shaw, Frank Harris and Oscar Wilde. New York: Greystone Press, 1937.

### Romances
- A Bartered Honor (1883)
- The American Marquis (1888)
- Rogues (1889)
- Agatha's Quest (1890)
- By Right Not Law (1891)
- The Typewritten Letter (1891)
- Jacob Niemand (1895)
- The Iron Cross (1897)
- Wolves: An Old Story Retold (1904)
- After the Fault  (1906)

### Poesia
Whispers (1884)

### Não-ficção
- The White Slaves of England (1897) (originalmente publicado em série na Pearson's Magazine
- The Cry of the Poor (1901)
- The Closed Door (1902)
- The Child Slaves of Britain (1905)
- Modern Paris: Some Sidelights on Its Inner Life. London: T. Werner Laurie, 1912.

### Autobiografia
- Oscar Wilde: The Story of an Unhappy Friendship Londres: impressão privada, 1902. Londres: Greening & Co., 1905.
- Twenty Years in Paris: Being Some Recollections of a Literary Life Londres: Hutchinson & Co., 1905.